# Muroran
Muroran (室蘭市  Muroran-shi?) es la ciudad capital y puerto de la Subprefectura Iburi, Hokkaidō, Japón . 
Al 29 de febrero de 2012, la ciudad tiene un estimado de población de 93 716, con 47 868 hogares y la densidad de población de 1162.01 habitantes por km².

## Historia
El origen del nombre de Muroran se deriva de la Ainu palabra "Mo Ruerani" que significa "la parte inferior de una pequeña pendiente". La poca pendiente, en frente de la antigua Templo Senkai en Sakimori-cho, se observa en relación con el nombre de Muroran.
A finales del siglo XVI, la región quedó bajo Muroran la administración del clan de Matsumae. Muroran fue desarrollado como un puesto comercial entre los ainu y los del clan Matsumae personas.
En 1892, el Puerto de Muroran se abrió para la construcción de puentes de madera en Kaigan (ex Tokikaramoi); al mismo tiempo, la carretera principal que comenzó la construcción de Hakodate a Sapporo como el primer paso de Hokkaido Plan de Colonización.
Un decreto imperial en julio de 1899 estableció Muroran como un puerto abierto para el comercio con el Estados Unidos y el Reino Unido.
Con la apertura de una ruta barco desde Muroran a Mori y la extensión del ferrocarril a Iwamizawa , municipio de Muroran se inició el 1 de agosto de 1922 como el núcleo de la mayor tráfico terrestre y marítimo en la era pionera de Hokkaido. Desde entonces, Muroran ha estado desarrollando como un importante centro de transporte y un centro de la industria del acero. Esto, desafortunadamente, ganó las plantas industriales de la ciudad un bombardeo por algunos de los más nuevos acorazados estadounidenses en julio de 1945, en los últimos días de la Segunda Guerra Mundial.
Hoy en día, hay grandes fábricas de cemento, fábricas de acero, refinerías de petróleo, y los astilleros agrupadas en torno al puerto de Muroran.

## Clima
Muroran cuenta con un clima oceánico, un tipo de clima que es muy raro en Japón. A pesar de que está situado en Hokkaido, Muroran normalmente no tiene los inviernos muy fríos que la mayoría de la isla, con un promedio de aproximadamente 210 cm de nieve por temporada. Los veranos en Muroran son suaves para los estándares japoneses, no es tan caliente como el verano en otras ciudades japonesas. El mes más caluroso de la ciudad es agosto con alrededor de 24 °C.
| Parámetros climáticos promedio de Muroran (1981–2010) | Parámetros climáticos promedio de Muroran (1981–2010) | Parámetros climáticos promedio de Muroran (1981–2010) | Parámetros climáticos promedio de Muroran (1981–2010) | Parámetros climáticos promedio de Muroran (1981–2010) | Parámetros climáticos promedio de Muroran (1981–2010) | Parámetros climáticos promedio de Muroran (1981–2010) | Parámetros climáticos promedio de Muroran (1981–2010) | Parámetros climáticos promedio de Muroran (1981–2010) | Parámetros climáticos promedio de Muroran (1981–2010) | Parámetros climáticos promedio de Muroran (1981–2010) | Parámetros climáticos promedio de Muroran (1981–2010) | Parámetros climáticos promedio de Muroran (1981–2010) | Parámetros climáticos promedio de Muroran (1981–2010) |
| Mes                                                   | Ene.                                                  | Feb.                                                  | Mar.                                                  | Abr.                                                  | May.                                                  | Jun.                                                  | Jul.                                                  | Ago.                                                  | Sep.                                                  | Oct.                                                  | Nov.                                                  | Dic.                                                  | Anual                                                 |
| ----------------------------------------------------- | ----------------------------------------------------- | ----------------------------------------------------- | ----------------------------------------------------- | ----------------------------------------------------- | ----------------------------------------------------- | ----------------------------------------------------- | ----------------------------------------------------- | ----------------------------------------------------- | ----------------------------------------------------- | ----------------------------------------------------- | ----------------------------------------------------- | ----------------------------------------------------- | ----------------------------------------------------- |
| Temp. máx. media (°C)                                 | 0.3                                                   | 0.5                                                   | 3.9                                                   | 9.5                                                   | 14.3                                                  | 17.5                                                  | 20.9                                                  | 23.4                                                  | 21.1                                                  | 15.7                                                  | 8.9                                                   | 2.9                                                   | 11.6                                                  |
| Temp. mín. media (°C)                                 | −4.2                                                  | −4.1                                                  | −1.5                                                  | 2.9                                                   | 7.2                                                   | 11.5                                                  | 15.8                                                  | 18.5                                                  | 15.4                                                  | 9.6                                                   | 3.3                                                   | −1.8                                                  | 6.1                                                   |
| Precipitación total (mm)                              | 54.9                                                  | 43.0                                                  | 48.2                                                  | 75.1                                                  | 101.3                                                 | 107.5                                                 | 165.1                                                 | 192.8                                                 | 164.4                                                 | 93.0                                                  | 75.2                                                  | 64.4                                                  | 1184.9                                                |
| Nevadas (cm)                                          | 65                                                    | 56                                                    | 36                                                    | 8                                                     | 0                                                     | 0                                                     | 0                                                     | 0                                                     | 0                                                     | 0                                                     | 8                                                     | 38                                                    | 211                                                   |
| Días de nevadas (≥ 1 mm)                              | 28.7                                                  | 24.9                                                  | 20.2                                                  | 4.8                                                   | 0.1                                                   | 0                                                     | 0                                                     | 0                                                     | 0                                                     | 0.7                                                   | 11.0                                                  | 24.1                                                  | 114.5                                                 |
| Horas de sol                                          | 89.7                                                  | 121.9                                                 | 181.6                                                 | 194.2                                                 | 194.1                                                 | 156.5                                                 | 128.0                                                 | 143.0                                                 | 167.8                                                 | 170.2                                                 | 105.0                                                 | 74.4                                                  | 1726.4                                                |
| Humedad relativa (%)                                  | 70                                                    | 71                                                    | 72                                                    | 75                                                    | 79                                                    | 87                                                    | 90                                                    | 88                                                    | 81                                                    | 72                                                    | 69                                                    | 69                                                    | 76.9                                                  |
| Fuente: Japan Meteorological Agency                   |                                                       |                                                       |                                                       |                                                       |                                                       |                                                       |                                                       |                                                       |                                                       |                                                       |                                                       |                                                       |                                                       |

## Economía
La ciudad cuenta con fábricas de cemento,de acero, refinerías de petróleo, y astilleros agrupadas en torno al puerto. La sede principal de Japan Steel Works (株式会社日本製鋼所) se encunstra aquí.